# Circondario del Meno-Tauber
Il circondario del Meno-Tauber (in tedesco Main-Tauber-Kreis) è uno dei circondari dello stato tedesco del Baden-Württemberg.
Fa parte del distretto governativo di Stoccarda.

## Città e comuni
(Abitanti il 31 dicembre 2022)
| Città 1. Bad Mergentheim (24 564) 2. Boxberg (6 698) 3. Creglingen (4 595) 4. Freudenberg (3 720) 5. Grünsfeld (3 759) 6. Külsheim (5 321) 7. Lauda-Königshofen (14 578) 8. Niederstetten (4 941) 9. Tauberbischofsheim (13 513) 10. Weikersheim (7 732) 11. Wertheim (23 196) | Comuni 1. Ahorn (2 238) 2. Assamstadt (2 263) 3. Großrinderfeld (4 096) 4. Igersheim (5 550) 5. Königheim (3 015) 6. Werbach (3 268) 7. Wittighausen (1 698) |